# Censerey
Censerey és un municipi francès, situat al departament de la Costa d'Or i a la regió de Borgonya - Franc Comtat. L'any 2007 tenia 178 habitants.

## Demografia

### Població
El 2007 la població de fet de Censerey era de 178 persones. Hi havia 72 famílies, de les quals 28 eren unipersonals (20 homes vivint sols i 8 dones vivint soles), 20 parelles sense fills i 24 parelles amb fills.
La població ha evolucionat segons el següent gràfic:
Habitants censats

### Habitatges
El 2007 hi havia 125 habitatges, 78 eren l'habitatge principal de la família, 29 eren segones residències i 17 estaven desocupats. Tots els 125 habitatges eren cases. Dels 78 habitatges principals, 70 estaven ocupats pels seus propietaris, 6 estaven llogats i ocupats pels llogaters i 2 estaven cedits a títol gratuït; 2 tenien una cambra, 14 en tenien dues, 10 en tenien tres, 18 en tenien quatre i 34 en tenien cinc o més. 50 habitatges disposaven pel capbaix d'una plaça de pàrquing. A 47 habitatges hi havia un automòbil i a 20 n'hi havia dos o més.

### Piràmide de població
La piràmide de població per edats i sexe el 2009 era:
| Homes | Edats   | Dones |
| ----- | ------- | ----- |
| 0     | 95 o +  | 0     |
| 4     | 90 a 94 | 0     |
| 0     | 85 a 89 | 8     |
| 0     | 80 a 84 | 4     |
| 0     | 75 a 79 | 0     |
| 0     | 70 a 74 | 8     |
| 16    | 65 a 69 | 16    |
| 16    | 60 a 64 | 0     |
| 4     | 55 a 59 | 4     |
| 12    | 50 a 54 | 8     |
| 8     | 45 a 49 | 8     |
| 4     | 40 a 44 | 8     |
| 0     | 35 a 39 | 0     |
| 4     | 30 a 34 | 4     |
| 0     | 25 a 29 | 0     |
| 8     | 20 a 24 | 4     |
| 12    | 15 a 19 | 4     |
| 16    | 10 a 14 | 8     |
| 12    | 5 a 9   | 4     |
| 0     | 0 a 4   | 0     |

## Economia
El 2007 la població en edat de treballar era de 104 persones, 63 eren actives i 41 eren inactives. De les 63 persones actives 62 estaven ocupades (42 homes i 20 dones) i 1 aturada (1 dona i 1 dona). De les 41 persones inactives 11 estaven jubilades, 12 estaven estudiant i 18 estaven classificades com a «altres inactius».

### Ingressos
El 2009 a Censerey hi havia 78 unitats fiscals que integraven 174 persones, la mediana anual d'ingressos fiscals per persona era de 13.396 €.

### Activitats econòmiques
Dels 9 establiments que hi havia el 2007, 1 era d'una empresa alimentària, 2 d'empreses de fabricació d'altres productes industrials, 3 d'empreses de construcció, 1 d'una empresa de comerç i reparació d'automòbils i 2 d'empreses immobiliàries.
Dels 4 establiments de servei als particulars que hi havia el 2009, 1 era un taller de reparació d'automòbils i de material agrícola, 1 fusteria i 2 lampisteries.
L'únic establiment comercial que hi havia el 2009 era una fleca.
L'any 2000 a Censerey hi havia 15 explotacions agrícoles que ocupaven un total de 1.199 hectàrees.

## Equipaments sanitaris i escolars
El 2009 hi havia una escola elemental integrada dins d'un grup escolar amb les comunes properes formant una escola dispersa.

## Poblacions més properes
El següent diagrama mostra les poblacions més properes.